# متحف الغردقة
متحف الغردقة هو متحف يقع بمدينة الغردقة بمحافظة البحر الأحمر.
من المقرر افتتاح المتحف في النصف الثاني من 2019 وسيتم عرض أكثر من 1000 قطعة. ويعد هذا المتحف أول شراكة بين وزارة الآثار والقطاع الخاص حيث وفرت المحافظة الأرض في حين تكفل مستثمر مصري بتكاليف الإنشاءات وتولت وزارة الآثار تجهيزه بالمقتنيات المتحفية.

## المتحف
يتكون المتحف من مبنى رئيسي يضم طابقين بالإضافة إلى مبنى إداري.